# Real Action Marker
Real Action Marker (kurz RAM) sind Druckluftwaffen, die äußerlich echten Feuerwaffen nachempfunden sind. RAM-Waffe sind wie auch Paintballmarkierer CO2- oder pressluftbetrieben und verschießen Gummi-, Farb- oder Pfefferkugeln.

## APS Paintball Limited
Real Action Marker wurden ursprünglich vom Unternehmen APS Paintball Ltd. mit Firmensitz in Hongkong, China, entwickelt und produziert. Als APS-Gründer Lee Chi Keung genügend Aktienanteile von Qian Wei Paintball Support Company Ltd. erworben hatte, wurde APS in das Unternehmen integriert und agiert seitdem als eine Art eigenständige Verkaufsabteilung. Qian Wei Paintball Support Co. Ltd. spielt seit 1993 mit der Herstellung und dem Vertrieb von herkömmlichen Paintballmarkierern im üblichen Kaliber .68 auf dem internationalen Markt eine Rolle.
Im Jahr 1998 begann die Entwicklung von RAMs mit der Zielsetzung, ein realitätsnahes Trainingsgerät für Militär und Behörden zu schaffen. Seit 2001 liegt der Schwerpunkt des Unternehmens auf der Produktion und dem weltweiten Vertrieb von Real Action Markern im Kaliber .43.
Im Jahr 2006 ist der deutsche Waffenhersteller Umarex in den RAM-Markt eingestiegen. Zunächst wickelte Umarex nur den europaweiten Import und Vertrieb von RAM-Waffen der Firma APS ab, inzwischen hat Umarex zwei eigene RAM-Modelle in verschiedenen Ausführungen auf den Markt gebracht.
In den USA führt die Distribution das Unternehmen RAP4 durch, welche sowohl eigene Modelle und Modifikationen als auch die Standard-Modelle von APS vertreibt.

## Technik und Funktionsweise
RAM-Waffen werden wie Paintball-Markierer wahlweise mit Kohlendioxid (CO2) oder mit Pressluft betrieben. Im Gegensatz zum Paintballsport wird bei RAMs häufiger CO2 als Treibgas verwendet.

### Langwaffen (Gewehre)
Bei Langwaffen befindet sich der Tank mit dem Gas meist in der Schulterstütze. Es werden in Deutschland hauptsächlich Einweg-CO2-Kapseln mit einem Füllgewicht von 88 Gramm (3,1 oz) verwendet, sowie seit Erscheinen der neuen Langwaffenmodelle 2009 auch der 2 × 12 Gramm „R-Tube“. International sind auch Mehrwegtanks mit unterschiedlichen Füllmengen, von 45 bis 60 g gängig.
Die Paintballs werden in die Hülsen gesteckt und in ein Magazin geladen. Die Kapazität des Magazins hängt vom Modell ab. Das Magazin wird wie bei einer echten Waffe in den Magazinschacht gesteckt und rastet dort ein.
Durch die Magazinfeder wird die erste Hülse mit Kugel in die Abschusskammer gedrückt. Der Real Action Marker ist feuerbereit.
Die Sicherung weist bei allen Langwaffen-Modellen drei Einrastpositionen auf:
Safe = Die Waffe ist gesichert
Semi = Die Waffe ist ungesichert auf halbautomatischen Betrieb gestellt, das heißt, für jeden Schuss muss der Abzug jeweils einmal betätigt werden
Auto = Die Waffe ist im vollautomatischen Betrieb, das heißt, es werden so lange Schüsse abgegeben, wie der Abzug gedrückt bleibt.
Der vollautomatische Modus ist in Deutschland und einigen anderen Ländern per Gesetz verboten, was bedeutet, dass die in Deutschland verkauften Markierer diese Funktion nicht besitzen. Der „Auto“-Modus entspricht hier der Funktion des „Semi“-Modus.
Als Core wird das Herzstück der RAM-Waffen bezeichnet. Hier wird die Abzugsbewegung umgesetzt und die entsprechend eingestellte Gasmenge freigesetzt um die Kugel durch den Lauf zu beschleunigen. Anschließend wird eine Hebelfunktion ausgelöst, die die inzwischen leere Hülse auswirft.

### Kurzwaffen (Pistolen)
Kurzwaffen verwenden meist Einwegkapseln mit einer Füllung von 12 Gramm CO2. Im Gegensatz zu den Langwaffen werden meist keine Hülsen verwendet. Ein Teil des zum Schuss freigesetzten Gases wird dazu verwendet, den Schlitten der Waffe nach hinten zu bewegen und somit die Waffe neu zu laden.
Das Modell „Desert Eagle“ der Firma Umarex – welche allerdings nicht mehr vertrieben wird – ist derzeit die einzige RAM-Pistole, die Hülsen verwendet. Auf den Hülsenauswurf wurde bei der Nachfolgeversion der Desert Eagle verzichtet, so dass 2 Versionen existierten.

## Modelle und Versionen

### Modelle
Trotz einer wachsenden Beliebtheit und Popularität der RAM-Waffen ist die Auswahl an Modellen recht überschaubar. Sämtliche RAMs sind in ihrer äußeren Erscheinung realen Vorbildern nachempfunden.
| Hersteller | Serien       | Reales Vorbild             | Erscheinungsjahr | Modelle                                 |                                                                                |
| ---------- | ------------ | -------------------------- | ---------------- | --------------------------------------- | ------------------------------------------------------------------------------ |
| APS        | R-Serie      | Colt M4 & M16              | 2001             | 1R – 9R, 21R bis 27R, sowie 31R und 32R |                                                                                |
| APS        | S-Serie      | Heckler & Koch MP5         | 2003             | 11S, 12S, 13S                           |                                                                                |
| APS        | P-Serie      | Glock-Pistolen             | 2004             | 30P, COMBAT                             |                                                                                |
| APS        | AK-Serie     | Kalaschnikow-Sturmgewehre  | 2005             | 47, 56, 74                              |                                                                                |
| APS        | B-Serie      | FN Tactical Police Shotgun | 2006             | 68–14, 68–16, 68–18                     |                                                                                |
| APS        | X-Serie      | SigSauer & Glock Pistolen  | 2006             | 30X, 40X, X50, 226                      | Die RAM226 wird in Deutschland unter der Bezeichnung „Hämmerli X50“ angeboten. |
| Umarex     | P99          | Walther P99                | 2006             | schwarz, vernickelt, oliv, blau         |                                                                                |
| Umarex     | Desert Eagle | IMI Desert Eagle           | 2007             | schwarz, vernickelt, gold               |                                                                                |
| Umarex     | T4E TM4      | Colt M4 & M16              | 2014             | 2.4750 (RIS Version), 2.4751 (Carbine)  | Durch ein X hinter der Artikelnummer wird die Vollauto-Variante gekennzeichnet |
| Umarex     | T4E HK416    | Heckler & Koch HK416       | 2015             | 2.4754                                  | Durch ein X hinter der Artikelnummer wird die Vollauto-Variante gekennzeichnet |
| Umarex     | T4E SG68     | FN Tactical Police Shotgun | 2016             | Siehe APS B-Serie                       | Lt. IWA Stand von Umarex eine verbesserte Neuauflage                           |

## Geschosse
Im Kaliber .43 werden in RAM-Waffen Paintballs, Powderballs und Rubberballs verwendet. Als Paintballs bezeichnet man mit Lebensmittelfarbe gefüllte Gelatine-Kugeln sowie bei Powderballs mit farbigem Kreidepulver gefüllte Kugeln, die beim Aufprall meistens zerplatzen und die getroffene Stelle mit einem farbigen Fleck markieren. Paintballs sind meist in auffälligen Farben gehalten. Gelb, orange und Grün sind die gängigsten Farben, Rot hingegen ist nicht gern gesehen da man diese Farbe nicht von echten Verletzungen unterscheiden kann, deshalb ist diese auch auf vielen Spielfeldern nicht erlaubt.
Rubberballs sind Gummikugeln. Diese können nach dem Benutzen wieder verwendet werden. Die Rubberballs sind in Deutschland in schwarz und blau erhältlich.
Aufgrund der derzeit ziemlich geringen Verbreitung des RAM-Spiels ist die Nachfrage relativ klein, weshalb alle Geschossarten verhältnismäßig teuer sind.
Die Hülsen gibt es aus Plastik und aus Aluminium, wobei sich Aluminium durchgesetzt hat. Die Hülsen sind nach dem Auswurf wieder verwendbar, sofern sie nicht beschädigt oder verschmutzt sind.

## Einsatzbereiche

### Behördlich
RAM-Waffen wurden ursprünglich zu Trainingszwecken von Militär und Behörden entwickelt. Dafür werden sie auch mit wachsender Beliebtheit eingesetzt, da mit relativ geringen finanziellen Mitteln äußerst reale Situationen und Szenarios geschaffen werden können. So hat man zum Beispiel beim Einsatz von Platzpatronen keine Möglichkeit eine Trefferwirkung darzustellen. Um dies zu erreichen, könnte man sogenannte FX-Munition verwenden, was aber wiederum mit einem sehr hohen Kostenaufwand verbunden ist.
Verschiedene Behörden und Militäreinheiten haben die Vorteile des RAM-Systems erkannt und trainieren erfolgreich damit. Zum Beispiel werden die Markierer bei der US Army und beim United States Marine Corps zum Training verwendet.

### Zivil
Im zivilen Bereich erfreuen sich RAM-Waffen aufgrund ihres authentischen Aussehens und realistischen Funktionsweise wachsender Beliebtheit. Sie werden meist in der Kategorie „Heimverteidigung“ verkauft, wozu sie jedoch nur bedingt zu gebrauchen sind.
Man verwendet RAM-Waffen hauptsächlich, um sogenannte „Scenario Games“ zu spielen, welche auch im Bereich Airsoft/Softair angewandt werden. Das heißt, es werden verschiedene fiktive oder reale Szenarien und Themen als Grundlage und Umgebung des Spiels gewählt. Die thematischen Vorlagen können dabei aus Film und Fernsehen, aus Büchern oder sogar aus geschichtlichen Quellen stammen. Diese Art des Spiels ist in Deutschland nicht verboten, wird aber immer wieder mit Wehrsport in Verbindung gebracht und hat in der Öffentlichkeit allgemein ein eher schlechtes Bild.
Da die Technik noch relativ jung ist, gibt es auch weltweit noch keine große Szene des taktischen Spiels mit RAM-Waffen.

## Schutzausrüstung
Da die nationale und internationale Szene im Real-Action-Paintball-Sport noch sehr überschaubar ist, existiert auch bislang kein allgemein gültiges Reglement wie beim Paintball. Daher gibt es keine Vorschriften, die vorgeben welche Schutzbekleidung man zu tragen hat. Dies ist aber in jedem Fall sinnvoll, da es sonst bei Treffern auf empfindliche Körperstellen durchaus zu ernsten Verletzungen kommen kann.
Eine Schutzmaske zu tragen, wie sie beim Paintball vorgeschrieben ist, ist sehr ratsam, da diese für den Beschuss mit Paintballs ausgelegt ist und Gesicht und Ohren optimal schützt.

## Rechtslage in Deutschland
Da die maximale Mündungsenergie bei RAM-Waffen weniger als 7,5 Joule beträgt, sind diese laut deutschem Waffengesetz so genannte „freie Waffen“. Das bedeutet, dass jeder mit vollendetem 18. Lebensjahr ohne besondere Erlaubnis eine RAM-Waffe kaufen und besitzen darf, unter der Voraussetzung, dass die Waffen in Deutschland gekauft wurden und zur Kennzeichnung des Status „freie Waffe“ ein eingeprägtes F im Fünfeck tragen.
Trotzdem sind RAM-Waffen Schusswaffen im Sinne des Gesetzes und dürfen somit nicht in der Öffentlichkeit geführt werden. Führen bedeutet, dass man die Waffe geladen und zugriffsbereit bei sich trägt und dadurch jederzeit benutzen könnte. Erlaubt hingegen ist der Transport, was die Verbringung der Waffe von A nach B in einem verschlossenen Transportbehältnis (z. B. Tasche oder Koffer) bedeutet. Da Paintballs keine Munition im Sinne des Gesetzes sind, dürfen diese, im Gegensatz zum Sachverhalt bei scharfen Waffen, zusammen mit der Waffe transportiert werden. Die Waffe darf aber auf keinen Fall geladen sein.